# Josef Orth
Josef Orth (20 de maig de 1916 - ?) fou un futbolista eslovac de la dècada de 1930.
Fou convocat amb la selecció de Txecoslovàquia per participar en el Mundial de 1938, però no arribà a debutar-hi. Pel que fa a clubs, defensà els colors del 1. CsSk Bratislava.